# Stora Dyrön
Stora Dyrön est une localité de Suède située dans la commune de Tjörn du comté de Västra Götaland. Elle couvre une superficie de 0,24 km2. En 2010, elle compte 250 habitants.